# Henry Ford II
Henry Ford II (født 4. september 1917, død 29. september 1987), også kendt som "HF2" eller "Hank the Deuce", var en amerikansk forretningsmand i bilindustrien. Han var søn af Edsel Ford og Henry Fords ældste barnebarn. Han var præsident for Ford Motor Company fra 1945 til 1960 og bestyrelsesformand for koncernen fra 1960 til 1980 samt administrerende direktør fra 1945 til 1979. Fra 1943-1950 var han præsident for Ford Koncernens Fond.